# 피그미과일먹는박쥐
피그미과일먹는박쥐(Artibeus phaeotis)는 주걱박쥐과(신세계잎코박쥐과)에 속하는 박쥐의 일종이다. 학명의 종소명 "파이오티스(phaeotis)"는 "거무스름한 색"을 의미하는 그리스어 단어 "파이오스(phaios)에서 유래했다.

## 분포
피그미과일먹는박쥐는 북아메리카 남부의 일부 지역과 남아메리카 북부 지역에서 서식하는 작은 포유류이다. 해발 1200m와 같은 높은 고도에서도 발견되지만 낮은 고도의 지역에서 좀더 흔하게 발견된다.

## 생태
피그미과일먹는박쥐는 중앙아메리카의 열대 탈락성 숲의 토착종이다. 통용명이 가리키는 것처럼 주로 과일을 먹는 과식성 포유류지만 꽃가루와 곤충을 먹기도 한다. 개체수의 밀도는 낮지만 해당 지역에 널리 고르게 분포한다.

## 형태학 및 생리학적 특징
털은 진한 갈색 또는 연한 회색빛 갈색을 균일하게 띄며 앞팔까지 이어진다. 털은 부드럽고 상당히 굵다. 피그미과일먹는박쥐는 갈색의 둥근 꽤 큰 귀를 갖고 있으며, 가장자리는 대체로 흰색을 띤다. 아주 작은 포유류로 몸길이는 약 51~60mm이고 몸무게는 8g과 15g 사이이다.

## 습성
피그미과일먹는박쥐는 야행성 동물로 둥지를 형성하기 위해 낮 시간에 나뭇잎을 수정한다. 바나나 또는 야자수 잎을 변경하여 "천막"을 만들고 그 아래에 숨는다.